# Kovač (prezime)
Kovač je često prezime u slavenskim jezicima kao i u mađarskom. Označava kovača koji oblikuje ili stvara proizvode od željeza ili drugih kovina.
Kovači u Hrvatskoj najčešće su Hrvati, dobrim dijelom iz Čabra, a prema nekim izvorima iz Kapele i Lipovog Brda kraj Bjelovara ili Međimurja, te Moravske (Hoštalkova). Vrlo su rijetko Mađari iz okolice Osijeka ili Pečuha te Srbi iz Belog Manastira. U prošlom stoljeću relativno najviše hrvatskih stanovnika s ovim prezimenom rođeno je u gradovima Zagrebu i Osijeku. U naseljima Posušje i Zavelim u Hercegovini svaki sedmi stanovnik prezivao se Kovač. U Hrvatskoj danas živi oko 8000 Kovača u 3400 domaćinstava. Sredinom prošlog stoljeća bilo ih je približno 7300, pa se njihov broj povećao za 10 posto. Prisutni su u svim hrvatskim županijama, u 109 gradova i 659 manjih naselja, najviše u Zagrebu (1515), Osijeku (355), Čakovcu (190), Splitu (180), te u Koprivnici (160).

## Oblici u ostalim jezicima i zemljama
- Kovács ili Kovacs  u mađarskom
- Koval u Ukrajini, također Kovalčuk, Kovalenko, Kovalev
- Kowal u Poljskoj, također Kowalczyk, Kowalski
- Kováč u Slovačkoj
- Kovář u Češkoj
- Kovac u SAD-u i prekomorskim zemljama usred pojednostavljenja prema engleskom jeziku.

## Srodni oblici
- Kovačić
- Kovaček
- Kovačević
- Kovačić
- Kovačina
- Kovačićek
- Kovačević
- Kovalski

## Poznati nositelji prezimena
- Mišo Kovač, hrvatski pjevač
- Milan Kovač, hrvatski političar
- Niko Kovač, hrvatski nogometaš
- Robert Kovač, hrvatski nogometaš
- Miro Kovač, hrvatski političar